# Марк Мумий Албин (консул 247 г.)
Вижте пояснителната страница за други личности с името Марк Мумий Албин.
Марк Мумий Албин (на латински: Marcus Mummius Albinus; * 215; † между 263/275 г.) е политик на Римската империя през 3 век.

## Биография
Произлиза от фамилията Мумии, клон Албин. Син е на Марк Нумий Сенецио Албин (консул 227 г.). Внук е на Вибия Салвина Вария и Марк Нумий Умбрик Прим Сенецио Албин (консул 206 г.), който е вероятно полубрат на император Дидий Юлиан.
През 247 г. той е вероятно суфектконсул. През 263 г. той е вероятно консул.
Жени се и има син Марк Мумий Албин, който се жени за Декстра, дъщеря на Декстер (консул 263 г.) и има дъщеря Нумия Албина Декстра (* 265), която е първата съпруга на Гай Цейоний Руфий Волузиан (консул 311 г.) и вероятно майка на Гай Цейоний Руфий Албин (консул 335 г.).